# Marquesado de Guerra
El marquesado de Guerra es un título nobiliario español concedido por Felipe V de España mediante real despacho de 20 de mayo de 1729 a favor de Antonio Joaquín Guerra Arteaga y Leiva, alcaide de Soto de Roma y ministro del consejo de Hacienda, descendiente directo de labradores ricos de Íllora (Granada); fue sobrino de Domingo Valentín Guerra Arteaga y Leiva, arzobispo de Diyarbakır y obispo de Segovia con dignidad personal de arzobispo.
Fue rehabilitado en 1883 a favor de Enrique de Lara y Casasola (m. Madrid, 2 de enero de 1909), casado con Elvira Guerrero y Marcilla de Teruel, y le sucedió su hijo Enrique de Lara y Guerrero, VIII marqués, abogado, gobernador civil y mayordomo de semana de Alfonso XIII de España.
En 1991 sucedió en la dignidad Pilar de Lara y Cardell, como X marquesa, y a su muerte, ocurrida en 2012, el título quedó vacante. En la actualidad está en posesión de Esther Guerra Redondo, IV marquesa de Leon.

## Marqueses de Guerra
- Antonio Joaquín Guerra Arteaga y Leiva, I marqués.
- Marqués de Guerra, casado con María de Llamas y Estrada, hermana de José de Llamas y Estrada, I marqués de Menahermosa, sin sucesión.[4]
- Manuel Ramón Guerra Varela Gutiérrez Arteaga y Leiva, marqués de Guerra (1766), vizconde de Arteaga, casado con Francisca Juana Mondragón Pedraza.[5]
- Josefa Dominga de Carroz Centelles Catalá de Valeriola (1764-1814), marquesa de Guerra,[6] III duquesa de Almodóvar del Río, casada con Benito Osorio de Orozco y Lasso de la Vega, marqués de Mortara y otros títulos.
- Enrique de Lara y Casasola, VII marqués, casado con Elvira Guerrero y Marcilla de Teruel; le sucedió su hijo:
- Enrique de Lara y Guerrero, VIII marqués.
- Amelia de Lara y Cardell, IX marquesa.[7]
- Pilar de Lara y Cardell, X marquesa.
- Ana María de Lara y Moreno, XI marquesa, IV marquesa de Villasierra.

## Escudo de armas
Escudo mantelado: primero, en  campo de azur, un árbol de oro con un lobo de sable, pasante, al pie del tronco; segundo, en campo de gules, una torre de oro, y el mantel de sinople, con cuatro banderas de plata con el asta de oro.